# Marcelo Buquet
Héctor Marcelo Buquet Corleto (Montevideo, 4 de octubre de 1963) es un actor uruguayo que está radicado en México.

## Filmografía

### Cine
- El dirigible (1994) - Fotógrafo

### Series
- Falco (2018) - Leandro  Rojas
- La piloto (2017) - Omar Nieves
- Decisiones (2006)
- Mujer casos de la vida real (1995-2004)
- Televiteatros (1993)
- La hora marcada (1990)

### Telenovelas
- Vivir de amor (2024) - Mauricio Aranda[1]
- Si nos dejan (2021) - Quijada[2]
- El Dragón: el regreso de un guerrero (2019) - Rosario Rosique
- La hija pródiga (2017-2018) - Antonio Mansilla Landero / Gaspar Avendaño / Andrés Zavala
- Lo imperdonable (2015) - Aquiles Botel
- Que bonito amor (2012-2013) - Rubén del Olmo
- Corazón apasionado (2012) - Bruno Montesinos
- Amor de Carnaval (2011) - Rugero Manotas
- Doña Bella (2009) - Roman Montero
- La marca del deseo (2007) - Reynaldo Santibañez
- La madrastra (2005) - Gerardo Salgado
- La tormenta (2005) - Simón Guerrero
- La mujer en el espejo (2004) - Juan Tobias Fonseca
- Ladrón de corazones (2003) - Patricio Benitez
- Siempre te amaré (2000) - Pedro
- El diario de Daniela (1998-1999) - Enrique Monroy #1
- La usurpadora (1998) - Rodrigo Bracho
- María Isabel (1997) - Cristóbal
- El premio mayor (1995-1996) - Lorenzo Domensain
- Marimar (1994) - Rodolfo San Genis
- El abuelo y yo (1992) - Gerardo Díaz-Uribe
- Simplemente María (1989-1990) - Fernando Torres